# Service autrichien à l'étranger
 (janvier 2016).
L’association pour le service autrichien à l’étranger selon la loi (§12 b) concernant le service civil est une initiative à but non lucratif, fondée en 1992 par Andreas Maislinger, dont l’objectif est de mettre à disposition un réseau international d'institutions partenaires, offrant des places pour des jeunes autrichiens effectuant leur service à l'étranger. Le service civil d'une durée de neuf mois est alors remplacé par un service de douze mois au sein d’une association partenaire à l’étranger. Celui qui envisage d'effectuer un service à l'étranger doit remplir plusieurs conditions.
Le service à l’étranger est une alternative au service militaire (ou au service civil), qu'offre la République autrichienne à ses jeunes citoyens, et dont les champs d’action se situent principalement dans le domaine social.
L’Association pour le service à l’étranger propose que celui-ci soit effectué dans l'un des trois domaines suivants :
- le service autrichien de la Mémoire (Österreichischer Gedenkdienst) ;
- le service social autrichien (Österreichischer Sozialdienst) ;
- le service autrichien de la paix (Österreichischer Friedensdienst).

L’expression Gedenkdienst (en français « service de la Mémoire ») a été créée par Andreas Maislinger qui, en 1992, a fondé une association portant ce nom.

## La structure
L'organisation, basée à Innsbruck, offre des postes pour un service civique partout dans le monde. Le service autrichien à l'étranger est soutenu par le gouvernement à destination de jeunes Autrichiens masculins, qui souhaitent une alternative au service militaire obligatoire ou au service civique classique en Autriche. Le service militaire de dix mois ou le service régulier dans le civil de neuf mois sont alors remplacés par un service de douze mois dans une des organisations partenaires à l'étranger.

## Conseil international
Ernst Florian Winter, président
- Argentine: Erika Rosenberg
- Brésil: Alberto Dines
- Allemagne: Thomas Rabe
- France: Michel Cullin
- Israël: Ben Segenreich
- Italie: Camilla Brunelli
- Suède: Gerald Nagler
- États-Unis: Anna Rosmus

## Les associations partenaires
Argentine
- Buenos Aires - Centro de Atención integral a la Niñez y Adolescencia (Service Social)

 Australie
- Melbourne - Jewish Holocaust Museum and Research Centre (Service autrichien de la Mémoire)

 Allemagne
- Berlin - Musée juif de Berlin (Service autrichien de la Mémoire)
- Marbourg - Terra Tech (Service Social)
- Moringen - Camp de concentration de Torhaus Moringen (Service autrichien de la Mémoire)
- Halle (Saxe-Anhalt) - Centre de la mémoire "Roter Ochse" (prévu) (Service autrichien de la Mémoire)

 Biélorussie
- Minsk - Belarussian Children's Hospice (Service Social)
- Minsk - Dietski Dom No. 6 (La Maison des Enfants No. 6) (Service social)
- Minsk - École maternelle pour des enfants retardés(Service social)

 Belgique
- Bruxelles - Centre d'études guerre et société (Service autrichien de la Mémoire)

Le CEGES (Centre d'Etudes et de Documentation Guerre et Sociétés contemporaine) est une institution de recherche sur les guerres et les conflits du XXe siècle, et de leurs impacts sur la Belgique. Le stagiaire a trois domaines d'activités: l'aide au niveau de la recherche, l'aide dans la préparation des séminaires et des manifestations, ainsi que la rénovation du matériel, et la numérisation des documents.
 Bosnie-Herzégovine
- Sarajevo - Phoenix Initiative Sarajevo (Service social)

 Brésil
- Lauro de Freitas - Centro Comunitário Cristo Libertador (Service social)

- Rio de Janeiro - Centre de la Justice et des droits internationaux (Service social)

- Alagoinhas - Associacão Lar São Benedito (Service social)

- Petropolis - La Maison Stefan Zweig (prévu) (Service autrichien de la Mémoire)

 Bulgarie
- Sofia - Schalom - Organization of the Jews in Bulgaria (Service autrichien de la Mémoire)

 Canada
- Montréal - Centre commémoratif de l'Holocauste à Montréal (Service autrichien de la Mémoire)

Le Centre commémoratif de l’Holocauste à Montréal a été fondé par un groupe de survivants de l’Holocauste et a ouvert ses portes en 1979. Par son musée, ses programmes commémoratifs et ses initiatives éducatives, le Centre informe et sensibilise les gens sur les dangers de l’antisémitisme, le racisme, la haine et l’indifférence, tout en faisant la promotion de notre responsabilité collective à l’égard du respect de la diversité et du caractère sacré de toute vie humaine. Les activités entreprises par un ‘bénévole autrichien de la commémoration de l’Holocauste’ au Centre commémoratif de l’Holocauste à Montréal sont variées. Ses fonctions vont de l’aide de bureau aux traductions (allemand-anglais), ainsi qu’à la recherche ou à la description et numérisation d’artéfacts de la collection. L’horaire inclut aussi plusieurs heures à l’accueil du musée. Le bénévole communique alors avec des survivants de l’Holocauste, des étudiants, des professeurs, et des visiteurs du musée afin de coordonner les visites et d’assurer le bon déroulement de la routine quotidienne. De plus, il participe à plusieurs projets et événements, tels que Témoins de l’Histoire, Une Bar- et Bat-Mitzvah inoubliable, Commémoration de Kristallnacht, et autres.
- Montréal - Kleinmann Family Foundation (Service autrichien de la Mémoire)

Le serviteur autrichien de la Mémoire à la «Kleinmann Family Foundation» numérise et archive des artefacts, des documents d'archives et de photographies ainsi qu’il maintient et améliore la base de données et le site Internet. Le volontaire fait des exposés aux écoles secondaires et aux colleges sur l'Holocauste et la responsabilité morale. De plus le serviteur entretient survivants de l'Holocauste dans le cadre de « histoire orale »-projets.
 Chine
- Qiqihar - China SOS Villages d'Enfants (Service social)
- Shanghai - Center of Jewish Studies (Service autrichien de la Mémoire)
- Harbin - (prévu) (Service autrichien de la Mémoire)
- Nanjing - La Maison John Rabe (prévu) (Service autrichien de la Mémoire)

 Costa Rica
- La Gamba - Tropical Field Station La Gamba (Service Social)
- San Isidro - Asociación Vida Nueva (Service Social)
- Volcan de Buenos Aires - Asociación de Cooperativas Europeas Longo Mai (Service social)

 République tchèque
- Prague - Federation of Jewish Communities (Service autrichien de la Mémoire)

 France
- Paris - Bibliothèque de l'Alliance Israélite Universelle (Service autrichien de la Mémoire)
- Oradour - Centre de la Mémoire d’Oradour (Service autrichien de la Mémoire)
- Paris - Amicale de Mauthausen (Service autrichien de la Mémoire)
- Paris - Fondation pour la mémoire de la déportation (Service autrichien de la Mémoire)

La Fondation pour la Mémoire de la Déportation (FMD) a le but de pérenniser la mémoire des victimes de l’Internement et de la Déportation, partie de France, entre 1939 et 1945. La Fondation est partenaire des différents acteurs du champ mémoriel (associations, amicales, fédération, musées, mémoriaux, historiens, organismes officiels etc). Les domaines d’actions sont la sauvegarde des archives, la réalisation d’une collection audio-visuelle de témoignages sur l’internement et la déportation, l’encouragement et la publication d’études et de recherches  historiques, la participation à la transmission de l’histoire et de la mémoire à l’école mais aussi dans des cadres extra-scolaires, la défense des intérêts des déportés et internés, la lutte contre les négationnistes et la promotion des droits de l’homme.
 Gabon
- Lambaréné - Medical Research Unit, Albert Schweitzer Hospital (Service social)

Le Laboratoire des Recherches de l'Hôpital Albert Schweitzer à Lambaréné est connu pour la recherche sur le paludisme, VIH/SIDA, la tuberculose et d'autres maladies infectieuses. Les prestataires du service civil aident dans l'organisation et la coordination des études médicales, dans l'organisation des cours de formations continues pour médecins et dans la recherche dans les laboratoires scientifiques de l'Hôpital Albert Schweitzer à Lambaréné.
 Guatemala
- Santa Rosita - ASOL Casa Hogar (Service social)
- Quetzaltenango - Instituto de Formacion e Investigacion Municipal (Service social)

 Hongrie
- Budapest - European Roma Rights Center (Service autrichien de la Mémoire)

 Inde
- Auroville - AVAG Auroville Village Action Group (Service Social)
- Dharamsala - Nishtha Rural Health, Education and Environment Centre (Service social)
- Dharamsala - Tibetan Welfare Office (Service Social)
- Kochi - Mata Amritanandamayi Mission (AIMS) (Service social)

 Israël
- Jérusalem - St. Vinzenz Ein Karem (Service Social)
- Jérusalem - The Alternative Information Centre (Service Autrichien de la Paix)
- Jérusalem - Yad Vashem (Service autrichien de la Mémoire)

 Italie
- Côme - Istituto di Storia Contemporanea "Pier Amato Perretta"(ISC) (Service autrichien de la Mémoire)
- Milan - Centro Di Documentazione Ebraica Contemporanea (Service autrichien de la Mémoire)
- Prato - Museo della Deportazione

 Japon
- Hiroshima - Peace Culture Foundation (Service Autrichien de la Paix)

 Kenya
- Nairobi - Kenia Water for Health Organisation (Service Social)

 Madagascar
- D'Analalava - (prévu) (Service Social)

 Mexique
- (prévu)

 Nicaragua
- Granada - Casa de los Tres Mundos (Service Social)

 Norvège
- Oslo - Jodisk Aldersbolig (Service Social)

 Ouganda
- Fort Portal - Mountains of the Moon University (Service Social)

 Pays-Bas
- Amsterdam - UNITED for Intercultural Action (Service Autrichien de la Paix)

 Pakistan
- Lahore - SOS Village d'Enfants (Service Social)
- Lahore - proLoka Pakistan (Service Social)

 Pérou
- Lima - CEDRO (Service Social)
- Huancayo - Coopération avev le Ministère péruvien de la Santé (Service Social)

 Pologne
- Cracovie - Centre pour la culture juive (Service autrichien de la Mémoire)
- Cracovie - PAH Polska Akcja Humanitarna (Service Social)
- Oświęcim - Auschwitz Jewish Center (Service autrichien de la Mémoire)

 Roumanie
- Iaşi - Nădejdea Copiilor din România (Service Social)
- Timişoara - (prévu)

 Royaume-Uni
- Londres - Royal London Society for the Blind (Service Social)
- Londres - The National Yad Vashem Charitable Trust (Service autrichien de la Mémoire)
- Londres - Institute of Contemporary History and Wiener Library (Service autrichien de la Mémoire)

 Russie
- Moscou - Centre de recherche et d’éducation Holocauste (Service autrichien de la Mémoire)
- Moscou - SOS Village d'Enfants (Service Social)
- Moscou - Centre pour le développement social et l'aide à soi-même - Perspective (Service Social)
- Moscou - "Dobroje Delo" (Service Social)

 Sénégal
- Kolda - HOPE'87

Hope 87 est une organisation dont le siège est à Vienne. Elle est depuis 20 ans au Senegal avec divers projets dans la branche de santé, la branche agricole, mais aussi dans le développement des villages, entre autres à la Casamance, au Sénégal du sud. Hope 87 a une branche office au Kolda. Elle offre la possibilité de faire un projet de l'aide au développement dans le cadre d'un service social. Le rôle du membre du service autrichien à l'étranger est l'assistance dans le service hospitalier.
 États-Unis
- Chicago - (prévu)
- Détroit - Holocaust Memorial Center (Service autrichien de la Mémoire)
- Houston - Holocaust Museum Houston (Service autrichien de la Mémoire)
- Los Angeles - Centre Simon-Wiesenthal (Service autrichien de la Mémoire)
- Los Angeles - Survivors of the Shoah Visual History Foundation (Service autrichien de la Mémoire)
- Los Angeles - LA Museum of the Holocaust (Service autrichien de la Mémoire)
- New York - Gay Men's Health Crisis (Service Social)
- New York - Museum of Jewish Heritage (New-York) (Service autrichien de la Mémoire)
- Reno - Center for Holocaust, Genocide & Peace Studies (Service autrichien de la Mémoire)
- Richmond - Virginia Holocaust Museum (Service autrichien de la Mémoire)
- San Francisco - Holocaust Center of Northern California (Service autrichien de la Mémoire)
- St. Petersburg - The Florida Holocaust Museum (Service autrichien de la Mémoire)

## Volontaire de l'Année du Service autrichien à l'étranger
- 2005 Dr. Andreas Daniel Matt : il a effectué son service civil à Lahore (Pakistan), où il a travaillé avec l'association SOS Villages d'Enfants

- 2006 Martin Wallner: il a effectue son Service de la Mémoire dans le Centre des Études juives à Shanghai.

- 2007 Daniel James Schuster : il a effectué son Service de la Mémoire au musée Yad Vashem à Jérusalem en Israël.

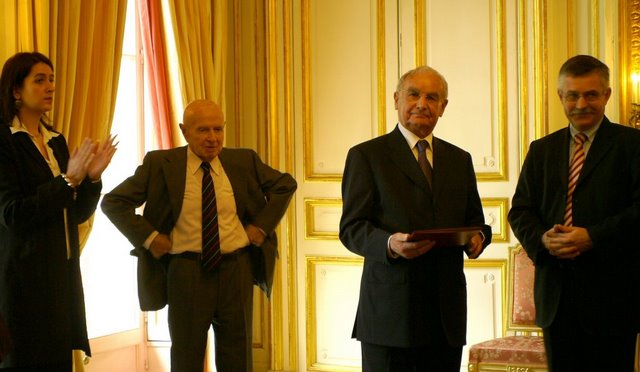
Delphine Hébras (petite-fille), Jean Serog (99 ans), Robert Hébras (lauréat 2008) et Hubert Heiss (l'ambassadeur) à l'ambassade d'Autriche à Paris

## Leprix autrichien pour la mémoire de l'Holocauste(PAMH)
Depuis novembre 2006 L'Association décerne le PAMH une fois par an à une personne qui soutient notamment le Service de la Mémoire.
- Lauréat 2006 : Pan Guang, Shanghai, Chine
- Lauréat 2007 : Alberto Dines, São Paulo, Brésil
- Lauréat 2008 : Robert Hébras, Oradour-sur-Glane, France